# 托爾林山

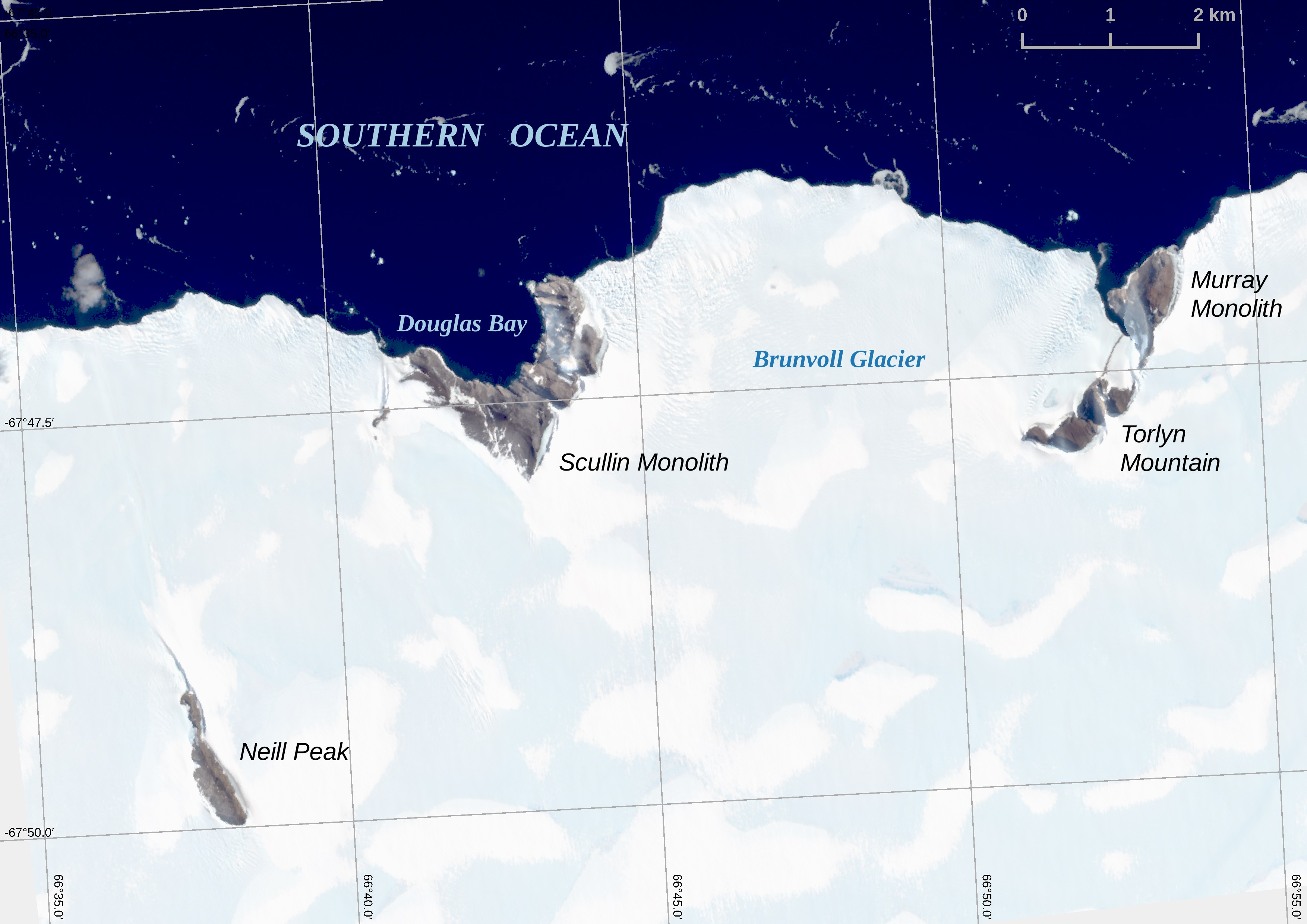
托爾林山卫星图

67°47′S 66°55′E / 67.783°S 66.917°E
托爾林山（英語：Torlyn Mountain）是南極洲的山峰，位於麥克羅伯特森地，挪威捕鯨船隊在1931年1月和2月探索該地區，該山峰現時由南極條約體系管理。